# 戴耀明
戴耀明（英語：Sunny Dai Yiu Ming；1972年7月6日—），香港男演員及直播主，1992年由亞洲電視出道，1994年轉投無綫電視，現為無綫電視基本藝人合約藝員。

## 背景

### 早年生活
戴耀明自小在鑽石山大磡村木屋區及一個公共屋邨成長，為家中獨子。父親是貨車兼九龍巴士司機，母親則在工廠負責穿膠花工作；當他正就讀聖公會靜山小學二、三年班（1983年畢業）的時候，其父在50多歲時遇上車禍，自此拐著走路，並被安排做清潔工作。而母親由於當年既要往來醫院照顧丈夫一年（70多歲時離世），又要上班，最終得了胃潰瘍，至今仍無法完全根治。。1988年，他畢業於樂善堂王仲銘中學（中五；第三屆），在校時參與過校內話劇活動；基於有關曾飾演掃街工人的照片登上《南華早報》校園版，使他自覺感覺良好，由是對演戲逐漸產生興趣。

### 事業發展
中學畢業的戴耀明不喜歡讀書，在香港中學會考中只有3個科目及格，那時原本正就讀商科學校，未幾寄信報考無綫電視藝員訓練班不遂，適逢亞洲電視登出招收訓練班學員的電視廣告，便在家人提議下報考。如是他於1991年報讀亞洲電視藝員訓練班，同學計有韋家雄及郭耀明，翌年加入亞洲電視，但1993年發覺自己的努力未被留意而離開。離開亞洲電視後，他當過半年電腦維修員以圓其母心願 —— 能學門手藝謀生，同年投考無綫電視第6期藝員進修班，至半年後（1994年）才正式加入無綫電視；此前曾以黃翊《哭着笑》一曲參與1993年TVB第十二屆新秀歌唱大賽，結果只能進入前十幾名，未能登上熒幕演出。同屆參賽者包括張崇德、張崇基和李玟（李美林，已辭世）等。
戴耀明多年來透過滑稽外形和誇張演技獲得觀眾認同。首部接拍的電視劇為《李小龍傳》。他演過不少丑角，當中以好色男較為熟悉，例如從遠處偷窺的膽小鬼、跟蹤女神及綁架偶像的瘋狂粉絲等皆演得入木三分，故在2016年無綫電視綜藝節目《Sunday好戲王》中獲頒「騎呢好色王」獎項。另外，他也擅長飾演智障人士、小混混及跟班，但有時又會飾演富有正義感的角色如「排長」（《鐵馬尋橋》），而飾演奸狡角色都獲得正評如「向山達也」（《巾幗梟雄之義海豪情》），兩角均深入民心，亦成為他其中兩個暱稱。
2016年，戴耀明因演出無綫電視劇集《EU超時任務》其中一幕時，下體疑出現生理反應，引起網民熱烈討論。之後他再澄清只是角度問題和褲子鬆，才出現『拱起』情況。2017年，他開始向內地發展，拍攝多套網絡劇和電影，但仍以照顧母親為由，中港兩邊奔波。除了演藝事業，他曾擔任許多婚宴及活動司儀。由於網友認為其光頭形象酷似日本動漫《一拳超人》主角埼玉，故令他獲得 PlayStation 及 FHProductionHK 邀請，以一拳超人造型擔任電視與手機遊戲代言人。2021年4月，他受新冠肺炎疫情影響令工作減少，開始透過內地視訊平台「抖音」直播帶貨賺錢。
2022年1月，戴耀明在懷舊青春劇《青春不要臉》飾演藝訓班導師「李天光」（影射梁天），其深度演繹獲網民稱讚與以往演出風格截然不同，支持角逐「最佳男配角」獎。他憑此劇入圍《萬千星輝頒獎典禮2022》「最佳男配角」最後十強。2024年，他開始在張本立於黃大仙經營的茶餐廳兼職侍應。

## 演出作品

### 電視劇（亞洲電視）
| 首播   | 劇名             | 角色       |
| 1992年 | 摩登七十二家房客 |            |
| 1992年 | 龍在江湖         | 羅有後     |
| 1992年 | 伯虎為卿狂       |            |
| 1992年 | 八婆會館         | 蛇仔明     |
| 1992年 | 烈火雄風         | 消防學員   |
| 1992年 | 仙鶴神針         | 昆崙派弟子 |
| 1993年 | 银狐             |            |
| 1993年 | 賭神秘笈'93      |            |
| 1993年 | 槍神             | Ben        |
| 1993年 | 新香港奇案       | 車國明     |

### 電視劇（無綫電視）
| 首播       | 劇名                               | 角色                       |
| 1994年     | 小李飛刀                           | 長老乙                     |
| 1994年     | 阿Sir早晨                          | 林創始（祝大保學生）       |
| 1994年     | 壹號皇庭III                        | PAUL助手                   |
| 1995年     | O記實錄                            | 紅威寶 ／ 逸 辰            |
| 1995年     | 親恩情未了                         | 飛仔乙                     |
| 1995年     | 壹號皇庭IV                         | 探員                       |
| 1996年     | 900重案追兇                        | 舞蹈班學生（Tommy）        |
| 1996年     | 天地男兒                           | 王偉祥                     |
| 1996年     | 愛在暴風的日子                     | 官 仔                      |
| 1996年     | 廉政行動1996                       | 刑事偵緝處探員             |
| 1997年     | 難兄難弟                           | 左 原                      |
| 1997年     | 樂壇插班生                         | 組合「蒼蠅」之成員         |
| 1998年     | 天地豪情                           | 鄧永聰                     |
| 1998年     | 離島特警                           | 狗 仔                      |
| 1998年     | 烈火雄心                           | 小壞蛋                     |
| 1999年     | 寵物情緣                           | 犯 人                      |
| 1999年     | 鑑證實錄II                         | Ken                        |
| 1999年     | 先生貴性                           | 阿 辰                      |
| 1999年     | 刑事偵緝檔案IV                     | 白偉明（檔案一：姦殺之謎） |
| 1999年     | 創世紀                             | 酒 保                      |
| 1999年     | 洗冤錄                             | 阿 東                      |
| 1999年     | 騙中傳奇                           | 和珅手下                   |
| 2000年     | 醫神華佗                           | 吳 普                      |
| 2000年     | 倚天屠龍記                         | 蔣 濤                      |
| 2000年     | 男親女愛                           | Ben                        |
| 2001年     | 公私戀事多                         | 咸 蛋                      |
| 2001年     | 皆大歡喜                           | 食 客                      |
| 2002年     | 皆大歡喜                           | 鄉 民                      |
| 2002年     | 皆大歡喜                           | 山 賊                      |
| 2002年     | 皆大歡喜                           | 叔                         |
| 2002年     | 皆大歡喜                           | 官 差                      |
| 2002年     | 皆大歡喜                           | 大 夫                      |
| 2002年     | 皆大歡喜                           | 小 販                      |
| 2002年     | 皆大歡喜                           | 小 二                      |
| 2003年     | 天子尋龍                           | 皇族子孫                   |
| 2003年     | 黑夜彩虹                           | 樂一丁                     |
| 2003年     | 皆大歡喜                           | 權 哥                      |
| 2003年     | 金牌冰人                           | 富 貴                      |
| 2003年     | 西關大少                           | 記 者（第30集）            |
| 2004年     | 翡翠戀曲                           | 阿 火                      |
| 2004年     | 隔世追兇                           | 劉耀祖                     |
| 2004年     | 楚漢驕雄                           | 富                         |
| 2004年     | 金枝慾孽                           | 小禮子                     |
| 2004年     | 皆大歡喜                           | 男顧客                     |
| 2005年     | 同撈同煲                           | 蘇 根                      |
| 2005年     | 秀才遇著兵                         | 茅 士                      |
| 2005年     | 心花放                             | 過 客                      |
| 2005年     | 情迷黑森林                         | 蔡永和                     |
| 2005年     | 酒店風雲                           | 潺仔強                     |
| 2005年     | 我師傅係黃飛鴻                     | 賣魚燦                     |
| 2005年     | 開心賓館                           | 麥 發                      |
| 2005年     | 阿旺新傳                           | 祥旺邨街坊                 |
| 2006年     | 施公奇案                           | 雷 鳴                      |
| 2006年     | 法证先锋                           | 大蛇标                     |
| 2006年     | 鐵血保鏢                           | 蔡 富                      |
| 2006年     | 飛短留長父子兵                     | 黃日廣                     |
| 2006年     | 愛情全保                           | 酒 客                      |
| 2006年     | 鳳凰四重奏                         | 亞 全 / 亞 奇              |
| 2006年     | 匯通天下                           | 坐 櫃                      |
| 2006年     | 轉世驚情                           | 石成金                     |
| 2006年     | 肥田囍事                           | 飛機乘客                   |
| 2006年     | 東方之珠                           | 保 羅（Paul）              |
| 2007年     | 突圍行動                           | 阿 輝                      |
| 2007年     | 蕭十一郎                           | 酒 客                      |
| 2007年     | 迎妻接福                           | 押店員工                   |
| 2007年     | 溏心風暴                           | 吉                         |
| 2007年     | 學警出更                           | 基 佬                      |
| 2007年     | 強劍                               | 向揚威                     |
| 2007年     | 爸爸閉翳                           | 韓國仁                     |
| 2007年     | 通天幹探                           | 瘋 漢                      |
| 2007年     | 兩妻時代                           | 心理治療師                 |
| 2008年     | 千謊百計                           | 廣州工友（第13集）         |
| 2008年     | 秀才愛上兵                         | 何 粉                      |
| 2008年     | 師奶股神                           | 齋哥手下                   |
| 2008年     | 疑情別戀                           | 劉貴財                     |
| 2008年     | 溏心風暴之家好月圓                 | Ken                        |
| 2008年     | 少年四大名捕                       | 傻 福                      |
| 2008年     | 東山飄雨西關晴                     | 阿 齊                      |
| 2009年     | 古靈精探B                          | 傻 強                      |
| 2009年     | 老婆大人II                         | 旅行社職員（第20集）       |
| 2009年     | 巴不得爸爸...                      | 李鎮西                     |
| 2009年     | 美丽高解像                         | 新星电视台剧务人员         |
| 2010年     | 情人眼裏高一D                      | 街 坊                      |
| 2010年     | 秋香怒點唐伯虎                     | 樂                         |
| 2010年     | 鐵馬尋橋                           | 排 長                      |
| 2010年     | 飛女正傳                           | Alex                       |
| 2010年     | 搜下留情                           | 經 理                      |
| 2010年     | 掌上明珠                           | 阿 頓                      |
| 2010年     | 施公奇案II                         | 雷 鳴                      |
| 2010年     | 女人最痛                           | Tony                       |
| 2010年     | 摘星之旅                           | 地產經紀                   |
| 2010年     | 读心神探                           | Martin                     |
| 2010年     | 巾幗梟雄之義海豪情                 | 向山達也（少佐）           |
| 2010年     | 刑警                               | 線人興                     |
| 2010年     | 依家有喜                           | 醜 女                      |
| 2010年     | 誘情轉駁                           | Simon                      |
| 2011年     | 仁心解碼                           | 剛                         |
| 2011年     | Only You 只有您                    | 蕭淑虎下屬                 |
| 2011年     | 七號差館                           | 堂 哥                      |
| 2011年     | 洪武三十二                         | 圓 生                      |
| 2011年     | 點解阿Sir係阿Sir                   | 餅 乾                      |
| 2011年     | 花花世界花家姐                     | 明 哥                      |
| 2011年     | 怒火街頭                           | 舖王張                     |
| 2011年     | 誰家灶頭無煙火                     | 高 楷（Raymond）           |
| 2011年     | 真相                               | 潘忠四                     |
| 2011年     | 紫禁驚雷                           | 達                         |
| 2011年     | 潛行狙擊                           | 劉長祿                     |
| 2011年     | 九江十二坊                         | 葉中廷                     |
| 2011年     | 萬凰之王                           | 阿 福                      |
| 2011年     | 天與地                             | Rico                       |
| 2011年     | 我的如意狼君                       | 聰 哥                      |
| 2011年     | 荃加福祿壽探案                     | 傻 仔                      |
| 2012年     | 4 In Love                          | 莊家豪                     |
| 2012年     | 東西宮略                           | 趙太子                     |
| 2012年     | 當旺爸爸                           | 昆 美                      |
| 2012年     | 耀舞長安                           | 通判公子                   |
| 2012年     | 拳王                               | 阿 沖                      |
| 2012年     | 心戰                               | Henry                      |
| 2012年     | 愛·回家                            | 錢有財（第20集）           |
| 2012年     | 愛·回家                            | 程醫生（第71集）           |
| 2012年     | 愛·回家                            | 餐廳部長（第109集）        |
| 2012年     | 飛虎                               | 鍾偉佳                     |
| 2012年     | 護花危情                           | 四眼富                     |
| 2012年     | 怒火街頭2                          | 舖王張                     |
| 2012年     | 造王者                             | 萬 昌                      |
| 2012年     | 天梯                               | 賀家堂兄                   |
| 2013年     | 談談情·練練武                      | 明                         |
| 2013年     | 老表, 你好嘢!                      | 夥計華（第4集）            |
| 2013年     | 初五啟市錄                         | 陳 楷                      |
| 2013年     | 愛·回家                            | 陳朝早（Morning哥）        |
| 2013年     | 仁心解碼II                         | 霍志健（Kelvin）           |
| 2013年     | 神探高倫布                         | 綁 匪（第1集）             |
| 2013年     | 金枝慾孽貳                         | 董洪毅                     |
| 2013年     | 巨輪                               | 阿 狗                      |
| 2013年     | 舌劍上的公堂                       | 鍾大富                     |
| 2014年     | 單戀雙城                           | 廚房學徒                   |
| 2014年     | 新抱喜相逢                         | 私家偵探                   |
| 2014年     | 叛逃                               | 陳耀昇                     |
| 2014年     | 愛我請留言                         | 明 仔                      |
| 2014年     | 點金勝手                           | 葉啟斌（Ben）              |
| 2014年     | 醋娘子                             | 毛大郎                     |
| 2014年     | 八卦神探                           | 惡 霸                      |
| 2014年     | 宦海奇官                           | 安大海                     |
| 2015年     | 四個女仔三個BAR                    | 谷達勤                     |
| 2015年     | 陪著你走                           | Peter                      |
| 2015年     | 張保仔                             | 沈 蠔                      |
| 2015年     | 無雙譜                             | 牛柏葉                     |
| 2015年     | 梟雄                               | 霍先生                     |
| 2016年     | 愛情食物鏈                         | 食環署職員                 |
| 2016年     | EU超時任務                         | 關棟平                     |
| 2016年     | 公公出宮                           | 說書人                     |
| 2016年     | 殭                                 | 古 祿                      |
| 2016年     | 火線下的江湖大佬                   | 曹 強                      |
| 2016年     | 純熟意外                           | 鍾競濤                     |
| 2016年     | 完美叛侶                           | 虎                         |
| 2016年     | 一屋老友記                         | 沙 皮                      |
| 2016年     | 城寨英雄                           | 乞 丐                      |
| 2016年     | 巨輪II                             | 黑幫手下                   |
| 2016年     | 來自喵喵星的妳                     | 佘炳忠（四腳蛇）           |
| 2016年     | 幕後玩家                           | 盧均軒                     |
| 2017年     | 味想天開                           | 揚州富商                   |
| 2017年     | 財神駕到                           | 余委員                     |
| 2017年     | 全職沒女                           | 步 飛                      |
| 2017年     | 蘭花刼                             | 電影男主角（第13集）       |
| 2017年     | 燦爛的外母                         | 楊老闆（第1集）            |
| 2017年     | 誇世代                             | 孖生兄弟（第30集）         |
| 2018年至今 | 愛·回家之開心速遞                  | Bel Bel（第344集）         |
| 2018年至今 | 愛·回家之開心速遞                  | 抽筋哥（第685、729集）     |
| 2018年至今 | 愛·回家之開心速遞                  | 村 民（第1617、1618集）    |
| 2018年至今 | 愛·回家之開心速遞                  | Mutoto王子（第2021集）     |
| 2018年     | 平安谷之詭谷傳說                   | 伍長壽                     |
| 2018年     | 翻生武林                           | 夢醒大師                   |
| 2018年     | 果欄中的江湖大嫂                   | 劉 標                      |
| 2018年     | 逆緣                               | 露宿者（第31集）           |
| 2018年     | 天命                               | 小德子                     |
| 2018年     | 特技人                             | Peter                      |
| 2018年     | 跳躍生命線                         | James（第17集）            |
| 2018年     | 是咁的，法官閣下                   | 劉錦剛（第7、10集）        |
| 2019年     | 福爾摩師奶                         | 朱 育                      |
| 2019年     | 十二傳說                           | 畢得了                     |
| 2019年     | 解決師                             | 大雞哥                     |
| 2020年     | 大醬園                             | 彭 豹                      |
| 2020年     | 殺手                               | 劉國標（Kill Bill）        |
| 2020年     | 使徒行者3                          | 劉永祿（符碌）             |
| 2020年     | 踩過界II                           | 邱尚財                     |
| 2020年     | 堅離地愛堅離地（於2019年海外首播） | Alan                       |
| 2021年     | 一笑渡凡間                         | 蕭 登                      |
| 2021年     | 逆天奇案                           | 李貫材（棺材釘）           |
| 2021年     | 智能愛人                           | 何偉臣（臣哥）             |
| 2021年     | 七公主                             | 吳飛龍                     |
| 2021年     | 我家無難事                         | 麥 源（墨丸）              |
| 2022年     | 鐵拳英雄                           | 周貴祥                     |
| 2022年     | 青春不要臉                         | 李天光                     |
| 2022年     | 回歸光影頌: 神奇的燈泡             | 戴盛華                     |
| 2022年     | 痞子殿下                           | 劉桂常（龜公劉）           |
| 2022年     | 美麗戰場                           | 大隻華                     |
| 2022年     | 輕·功                              | Now                        |
| 2023年     | 新四十二章                         | 施 朗                      |
| 2023年     | 法言人                             | 郭健泰                     |
| 2023年     | 羅密歐與祝英台                     |                            |
| 2025年     | 富貴千團                           | 陳 波                      |
| 2025年     | 痞子無間道                         | 羅熯齋                     |
| 2025年     | 奪命提示                           | 黃國基                     |
| 2025年     | 刑偵12                             | 羅 勇                      |

### 電視劇（其他）
| 首播   | 劇名        | 角色  |
| 2017年 | 大清神捕    | 大 春 |
| 2017年 | 仙醫神廚3   |       |
| 2019年 | PTU機動部隊 | 癲 佬 |
| 未播映 | 平湖往事    |       |

### 網絡劇（無綫電視）
| 首播   | 劇名         | 角色                 |
| 2018年 | 我老細唔係人 | 廣告製作人（第11集） |

### 綜藝節目
| 首播        | 節目名              | 備註         |
| 亞洲電視    |                     |              |
| 1991年      | 歷史也瘋狂          | 演出         |
| 無綫電視    |                     |              |
| 1994 - ？年 | 體育世界            | 外景主持     |
| 2001年      | 異靈靈異            | 飾演踢波少年 |
| 2017年      | 最緊要好玩          | 演出         |
| 2017年      | 最緊要好好玩 消暑版 | 演出         |

### 電影
| 首映   | 電影名         | 角色                 |
| 1996年 | 殺手風雷       | 警 察                |
| 2004年 | 新警察故事     | 便利店外警員         |
| 2010年 | 72家租客       | 哈公店售貨員         |
| 2010年 | 婚前試愛       | 鹹濕雞蟲（援交客人） |
| 2011年 | 我愛HK開心萬歲 | 副 導                |
| 2011年 | 勁抽福祿壽     | 副導演               |
| 2012年 | 寒戰           | 刑事情報科跟蹤組組員 |
| 2012年 | 天生愛情狂     | 茶餐廳侍應           |
| 2012年 | 詭婚           |                      |
| 2014年 | Delete愛人     | 保安員               |
| 2014年 | 販賣·愛        |                      |
| 2015年 | 小姐誘心       | Raymond              |
| 2015年 | 迷城           | 賭場經理             |
| 2015年 | 色模           | 同性戀劫匪           |
| 2015年 | 十月初五的月光 | 亞 昌                |
| 2015年 | 男極探射燈     |                      |
| 2016年 | 刑警兄弟       | 死雞華               |
| 2016年 | 寒戰II         | 高級督察             |
| 2017年 | 救贖           |                      |
| 2017年 | 明朝刺客       | 李公公               |
| 2018年 | 我的情敵女婿   | 陳經理               |
| 2018年 | 御姐嬌妻       | 明 爺                |
| 2018年 | 極限拯救       | 麻 斌                |
| 2020年 | 我的筍盤男友   | 徐先生               |
| 2020年 | 阿索的故事     | 酒店經理             |
| 2023年 | 爆裂點         | 肥沙                 |
| 2024年 | 不是你不愛你   | 雄哥                 |
| 2025年 | 麻雀女王追男仔 |                      |
| 未上映 | 江湖三傻       | 笑面虎               |

### 微電影
| 首映   | 電影名                                                    | 角色                   |
| 2015年 | 功夫外賣 （页面存档备份，存于）                           | 拳擊搏鬥觀眾           |
| 2016年 | 洗衣鋪群星事件簿（無綫電視微電影） （页面存档备份，存于） | 關棟平（第3集）        |
| 2019年 | 一代宗獅迎新歲（無綫電視微電影）                          | 老人院義工（第3、9集） |

### 電台節目
- 2015年5月23、25、27、29日：香港電台第二台《守下留情》（近代豪俠系列二十五）嘉賓
- 2016年3月14日：香港電台第二台《有冇搞錯》嘉賓  （页面存档备份，存于）
- 2017年9月5日：新城知訊台《娛樂 Hot Pop》嘉賓
- 2019年12月6日：香港商業電台叱咤903《口水多過浪花》嘉賓  （页面存档备份，存于）

### 其他
| 年份   | 片段                                                                     |
| 2014年 | JP Housing客戶 TVB藝人 戴耀明訪問 （页面存档备份，存于）                 |
| 2014年 | TVB藝人戴耀明大讚JP Housing （页面存档备份，存于）                       |
| 2015年 | 戴耀明向ZA誌告白 （页面存档备份，存于）                                  |
| 2015年 | 戴耀明祝賀ZA誌業務蒸蒸日上 （页面存档备份，存于）                        |
| 2015年 | 嗰個「茄喱啡」？ 戴耀明：啲人唔覺得係侮辱（訪問） （页面存档备份，存于） |
| 2016年 | 黑色 SAS （页面存档备份，存于）                                          |
| 2016年 | 黃子華廣告惡搞版 —— 瀨鑊第一 大檸樂 （页面存档备份，存于）               |
| 2016年 | 東方新地 - 財爺發揮香港好客精神 —— 惡搞篇 （页面存档备份，存于）         |
| 2016年 | 創意現場 綠葉演員 × 濕版攝影 － 戴耀明 （页面存档备份，存于）            |

### 廣告
| 年份   | 產品 |
| 2014年 | JP Housing （页面存档备份，存于）                                                                                              |
| 2015年 | JP Housing - 「置業篇」之買日本樓有好多收費？ （页面存档备份，存于）                                                           |
| 2015年 | JP Housing - 「置業篇」之香港人買日本樓做按揭？ （页面存档备份，存于）                                                         |
| 2016年 | 杜尼迪亞「貨車尾板」（與區軒偉） （页面存档备份，存于）                                                                        |
| 2016年 | KKday（香港）「【KKday】有種心癮叫旅行」 （页面存档备份，存于）                                                                |
| 2017年 | 杜尼迪亞「貨車尾板 - 激光鏡頭」（與李子明）                                                                                    |
| 2017年 | 盈富「保管箱」（與李美慧） |
| 2017年 | 杜尼迪亞「貨車尾板」（與易智遠） （页面存档备份，存于）                                                                        |
| 2017年 | 港鐵「建造業安全影片 – 高危工作防護」（與楊證樺） （页面存档备份，存于）                                                       |
| 2018年 | AIA「太醫傳之危疾有保 - 愛妃篇」（與林保怡、利穎怡及陳庭欣） （页面存档备份，存于）                                            |
| 2018年 | 領航地產 （页面存档备份，存于）                                                                                                |
| 2018年 | PlayStation「召喚！神一般の隊友！」（與秦煌、徐錦江、林慧韡、鄭子誠、柯全壽及簡幗儀） （页面存档备份，存于）                   |
| 2018年 | PlayStation「召喚！神一般の隊友！（聖誕特別加長版）」（與秦煌、徐錦江、林慧韡、鄭子誠、柯全壽及簡幗儀） （页面存档备份，存于） |
| 2019年 | 準誠藥業集團「GNT 腦活素 × 李隆基 × 打雀篇」（與李龍基） （页面存档备份，存于）                                                |
| 2019年 | 準誠藥業集團「GNT 腦活素 × 李隆基 × 直播篇」（與李龍基） （页面存档备份，存于）                                                |
| 2019年 | 準誠藥業集團「GNT 腦活素 × 李隆基 × 唱歌篇」（與李龍基） （页面存档备份，存于）                                                |
| 2019年 | 準誠藥業集團「GNT 腦活素 × 李隆基 × 責任篇」（與李龍基） （页面存档备份，存于）                                                |
| 2019年 | 準誠藥業集團「GNT 腦活素足本版」（與李龍基） （页面存档备份，存于）                                                            |
| 2020年 | FHProductionHK「《一拳超人 VS 一拳超人》手機遊戲」 （页面存档备份，存于）                                                      |
| 2020年 | 領航信貸 |
| 2024年 | 極・三清高 |
| 2024年 | 御藥堂前列爽 |

## 曾獲獎項與提名
| 年份   | 獎項                                                      | 結果     |
| 2016年 | 「另類好戲王」— 騎呢好色王                                | 獲獎     |
| 2022年 | 萬千星輝頒獎典禮2022「最佳男配角」—《青春不要臉》         | 最後十強 |
| 2022年 | 萬千星輝頒獎典禮2022「最受歡迎電視男角色」—《青春不要臉》 | 提名     |

## 外部連結
- 戴耀明的新浪微博
- 戴耀明的Facebook專頁
- 戴耀明的Instagram帳戶
- 戴耀明在香港影庫上的簡介